# Robert Marichal
Robert Marichal (Mandres-les-Roses, 20 marzo 1904 – Quincy-sous-Sénart, 23 ottobre 1999) è stato un paleografo, latinista e bibliotecario francese.
Nel 1927 si laureò in paleografia e archivistica all'École nationale des chartes con una tesi intitolata Les traductions provençales du Livre de Sidrach, précédées of a classment des manuscrits français ("Le traduzioni provenzali del Libro di Sidrac, introdotte da una classe di manoscritti francesi"). Divenne curatore degli Archivi nazionali dal '29 al '49.
Nel 1930 fu nominato professore di lingua e letteratura francese dal Medioevo alla facoltà di lettere dell'Institut catholique de Paris, ma allo scoppio della Seconda guerra mondiale fu imprigionato e assegnato al Museo Egizio di Berlino per studiarne la collezione di papiri.
Dal 1949 divenne responsabile degli studi di paleografia latina e francese presso l'École pratique des hautes études, succedendo a Charles Samaran. Dieci anni più tardi, ottenne il ruolo di stato professore di storia delle lingue presso l'École de bibliothécaires-documentalistes dell'Istituto Cattolico di Parigi, divenendone il direttore dal 1965 al 1985. Robert Marichal è stato anche preside della sezione IVe Sezione di Scienze storiche e filologiche dell'École pratique des hautes études dal 1969 al 1974.

## Riconoscimenti
- 8 marzo 1974: membro dell'Académie des inscriptions et belles-lettres[2]
- Cavaliere della Legion d'onore
- Commendatore dell'Ordine di San Gregorio Magno[3]
- Tre premi dell'Académie des inscriptions et belles-lettres: Bordin (1941), Saintour (1959) e Budget (1961)[4]